# Костіна-Кассанеллі Наталія Миколаївна
Наталія Миколаївна Костіна-Кассанеллі (нар. 2 вересня 1961 р., Харків, Україна) — українська російськомовна письменниця, в 2013 році потрапила у топ 10 найуспішніших письменників України за версією журналу «Фокус». Творчий псевдонім — Наталія Костіна.

## Біографія
Закінчила факультет архітектури Харківського інженерно-будівельного інституту (Харківський національний університет будівництва та архітектури) у 1987 р. Після закінчення працювала за спеціальністю — архітекторкою.
На даний час успішно займається літературною творчістю. Письменниця співпрацювала з видавництвом «Ексмо», публікувала статті у інших часописах. 
У сфері художньої літератури дебютувала з детективним романом «Все буде добре», який опублікувало видавництво «Клуб сімейного дозвілля» у 2011 році. Цей роман став першим з циклу, у який нині входить ще п'ять книг.
У 2013 році Костіна-Кассанеллі написала роман у жанрі психологічного трилера «Привіт, це я!», який номінувався на Міжнародну Російську літературну премію та увійшов до лонг-лист (8-е місце). Опубліковано твір у 2017 році під назвою «Більше, ніж самотність».
У 2015 році видавництвом «Клуб сімейного дозвілля» був опублікований роман «Квиток в один бік».
Також Костіна-Кассанеллі є авторкою і упорядницею багатьох популярних й пізнавальних книг.
Є ряд публікацій в журналі «Особистості»,,,.
Одружена, має дітей.